# Hinterprex
Hinterprex ist ein Gemeindeteil der Gemeinde Regnitzlosau im Landkreis Hof (Oberfranken, Bayern).

## Einwohner
| 1972 | 1990 | 2010 | 2023 |
| ---- | ---- | ---- | ---- |
| 0    | 5    | 8    | 12   |

## Baudenkmäler
• Schild der tschechischen Republik am Dreiländereck